# Piercarlo Ghinzani

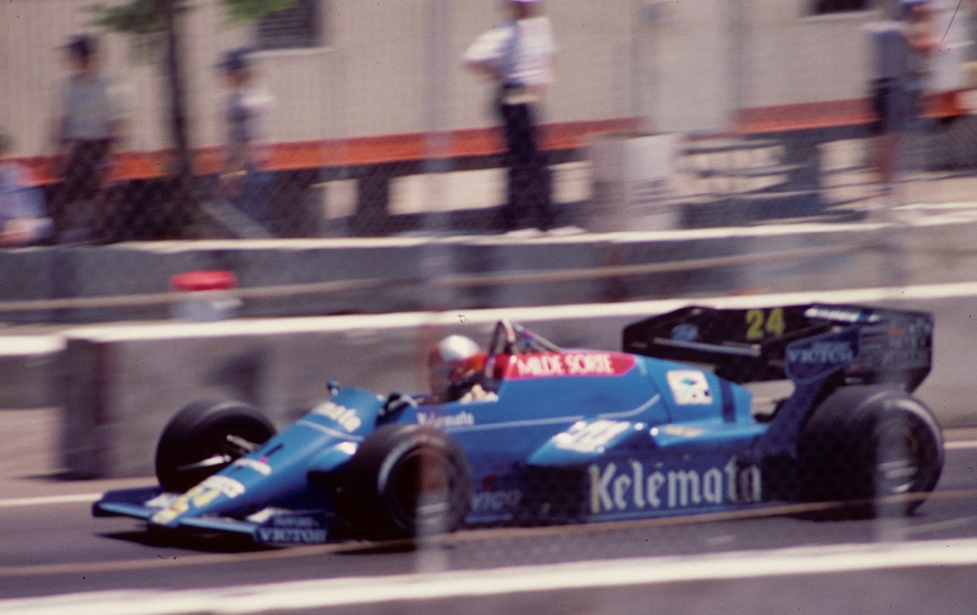
Piercarlo Ghinzani az 1984-es Formula–1 dallasi nagydíjon

Piercarlo Ghinzani (1952. január 16.) olasz autóversenyző, pályafutása során olasz és európai Formula–3-as sorozatban is bajnoki címet nyert.

## Pályafutása
1970-ben kezdte az autóversenyzést. 1973-ban indult először Formula–3-as versenyen, négy évvel később pedig Európa-bajnok lett. Következett a Formula–2, majd 1981-ben a Formula–1. Egészen az 1985-ös szezon közepéig az Osellánál maradt, akkor azonban átigazolt a Toleman-hez. Még az Osellás korszakban, az 1984-es dallasi futamon szerezte meg élete első, s egyben utolsó világbajnoki pontjait. 1986-ban ismét az Osella színeiben versenyzett, majd a Ligier, a Zakspeed, és visszavonulása előtt ismét az Osella. Ügyes szerződéseivel érte el, hogy 1981-1989-ig a Formula–1-es mezőnyben maradhasson, miközben összesen két pontot ért el.

## Eredményei

### Teljes Formula–1-es eredménysorozata
(Táblázat értelmezése)

(Félkövér: pole-pozícióból indult; dőlt: leggyorsabb kört futott) 

| Év   | Csapat                   | 1      | 2      | 3      | 4      | 5      | 6      | 7       | 8      | 9      | 10     | 11     | 12     | 13     | 14     | 15     | 16     | Helyezés | Pont |
| ---- | ------------------------ | ------ | ------ | ------ | ------ | ------ | ------ | ------- | ------ | ------ | ------ | ------ | ------ | ------ | ------ | ------ | ------ | -------- | ---- |
| 1981 | Osella Squadra Corse     | USW    | BRA    | ARG    | SMR    | BEL 13 | MON Nk | ESP     | FRA    | GBR    | GER    | AUT    | NED    | ITA    | CAN    | CPL    |        | -        | 0    |
| 1983 | Osella Squadra Corse     | BRA Nk | USW Nk | FRA Nk | SMR Nk | MON Nk | BEL Nk | DET Ki  | CAN Nk | GBR Ki | GER Ki | AUT 11 | NED Nk | ITA Ki | EUR Ki | RSA Ki |        | -        | 0    |
| 1984 | Osella Squadra Corse     | BRA Ki | RSA Ni | BEL Ki | SMR Nk | FRA 12 | MON 7  | CAN Ki  | DET Ki | DAL 5  | GBR 9  | GER Ki | AUT Ki | NED Ki | ITA 7  | EUR Ki | POR Ki | 19.      | 2    |
| 1985 | Osella                   | BRA 12 | POR 9  | SMR -  | MON Nk | CAN Ki | DET Ki | FRA 15  | GBR Ki | GER    |        |        |        |        |        |        |        | -        | 0    |
| 1985 | Toleman Group Motorsport |        |        |        |        |        |        |         |        |        | AUT Ni | NED Ki | ITA Ni | BEL Ki | EUR Ki | RSA Ki | AUS Ki | -        | 0    |
| 1986 | Osella                   | BRA Ki | ESP Ki | SMR Ki | MON Nk | BEL Ki | CAN Ki | DET Ki  | FRA Ki | GBR Ki | GER Ki | HUN Ki | AUT 11 | ITA Ki | POR Ki | MEX Ki | AUS Ki | -        | 0    |
| 1987 | Ligier Loto              | BRA    | SMR Ki | BEL 7  | MON 12 | DET Ki | FRA Ki | GBR Kiz | GER Ki | HUN 12 | AUT 8  | ITA 8  | POR Ki | ESP Ki | MEX Ki | JPN 13 | AUS Ki | -        | 0    |
| 1988 | Zakspeed                 | BRA Nk | SMR Ki | MON Ki | MEX 15 | CAN 14 | DET Nk | FRA Kiz | GBR Nk | GER 14 | HUN Nk | BEL Ki | ITA Ki | POR Nk | ESP Nk | JPN Nk | AUS Ki | -        | 0    |
| 1989 | Osella Squadra Corse     | BRA Nk | ESP Nk | MON Nk | MEX Nk | USA Nk | CAN Nk | FRA Nk  | GBR Nk | GER Nk | HUN Ki | BEL Nk | ITA Nk | POR Nk | ESP Ki | JPN Nk | AUS Ki | -        | 0    |

## Fordítás
- Ez a szócikk részben vagy egészben  a   Piercarlo Ghinzani című angol Wikipédia-szócikk fordításán alapul.  Az eredeti cikk szerkesztőit annak laptörténete sorolja fel. Ez a jelzés csupán a megfogalmazás eredetét és a szerzői jogokat jelzi, nem szolgál a cikkben szereplő információk forrásmegjelöléseként.

## Külső hivatkozások
- Profilja a grandprix.com honlapon (angolul)
- Profilja az f1rejects.com honlapon Archiválva 2010. december 27-i dátummal a Wayback Machine-ben (angolul)
- Profilja a statsf1.com honlapon (angolul)
- Profilja a driverdatabase.com honlapon (angolul)